# Oedokanplateau
Het Oedokanplateau (Russisch: Удокан Плато; Oedokan Plato) of kortweg Oedokan (Удокан) is een tot 2180 meter hoog vulkaanveld in het noorden van de Russische kraj Transbaikal.
De vulkanische activiteit varieerde van lavastromen die dikke lagen basalt hebben afgezet tot explosieve uitbarstingen die sintelkegels deden ontstaan en gepaard gingen met lavastromen en ignimbrietuitbarstingen tijdens de latere stadia van deze vulkanische activiteit. De vulkanische activiteit begon 14 miljoen jaar geleden tijdens het Mioceen en C14-datering wijst erop dat deze doorging tot in het Holoceen. Ook in het recente verleden is er nog seismische activiteit waargenomen.
Van de jaren 1960 tot 1980 werd onderzoek gedaan naar de gesteenten en geologische kenmerken van het plateau, later gevolgd door precisie-isotoop- en petrologisch onderzoek.

## Geografie
Het complex ligt ongeveer 400 kilometer ten oost-noordoosten van de oostkust van het Baikalmeer en is ongeveer 3000 km² groot. Het ligt op een hoogte van 1500 tot 2000 meter in de aan elkaar grenzende bergketens Oedokan en Kalar. Het bestaat uit twaalf bergtoppen, vier schildvulkanen, twee stratovulkanen en zes meren.
Enkele van de bekendste vulkanen zijn:
- Akoe (Аку; 1986 meter) - sommavulkaan met een hoogte van 220 meter
- Dolinny (Долинный; 1800 meter)
- Ejmnach (Эймнах; 2160 meter)[3] - vulkaan met een kegel van 60 meter
- Inaritsji (Инаричи; 2067 meter) - schildvulkaan
- Loerboen (Лурбун; 2130 meter)[3] - vulkaan met een kegel van 200 meter
- Syni (Сыни; 1705 meter) - fissuur met een centraal erutiekanaal van 250 meter
- Tsjepe (Чепе; 1769 meter) - dubbele vulkaan met een kegel van 380 meter

## Geologie
De sokkel dateert uit het Precambrium en Jurassische orogenese en latere opheffing (updoming) en erosie gingen vooraf aan de vulkanische activiteit. Het is een van de Cenozoïsche vulkaanvelden van de noordoostelijke Baikal Riftzone. De andere liggen in Boerjatië bij de Bartoj, in de Chamar-Daban en bij de Vitim.
De Oedokan is verbonden met een verbreding van de 1500 kilometer lange opheffingszone Sajan-Baikal nabij de Tsjara. Gesuggereerd is wel dat de botsing van India met Eurazië het vulkanisme in de Sajan-Baikal veroorzaakt kan hebben en zo ook het Oedokanplateau deed ontstaan, maar veel vulkanische activiteit vond hier echter al plaats vóór deze opheffing. Onder de noordelijke rand van het plateau zijn anomalieën in de asthenosfeer aangetroffen. Dit plateau en het aangrenzende Vitimplateau worden ondersteund door een anomalie met lage snelheid en lage dichtheid. Eén theorie stelt dat variaties in lithosferische dikte tussen de Baikal Rift en het Siberisch Kraton een convectiestroom genereren in de asthenosfeer. Een andere theorie verbindt het vulkanisme op het Oedokanplateau en andere vulkaanvelden in het gebied met twee mantelpluimen. Isotopengegevens suggereren de aanwezigheid van ten minste twee mantelreservoirs onder de Baikal Rift. Het veld staat bekend vanwege de diversiteit aan vulkanische kenmerken.
Het plateau bevat een reeks trachiet-trachyandesietgesteenten die gemakkelijk te herkennen zijn aan hun kleur en dus al in 1967 werden geïdentificeerd. Deze formatie kreeg de naam Amnanakatsji-reeks en bevat ook andere gestratificeerde formaties. Pleistocene en Holocene activiteit vond plaats langs lineamenten of strekkingen. Sommige lavastromen worden doorsneden door de zogenoemde Imangra-breuk, die 10 tot 15 meter hoge steile rotswanden deed ontstaan. Ook bevinden zich er 400 tot 500 meter dikke basaltlava-plateaus.

## Vulkanische activiteit
De vulkanische activiteit vond plaats tijdens vier afzonderlijke etages:
1. De oudste vulkanen van het complex zijn de vulkanen uit de Loerboen-groep (14 Ma[12]), die 11 centra vormen in het noordelijke deel van het veld, waaronder de vulkanen Pravy Loerboen en Nizjni Loerboen. Hier zijn lavastromen en opgevulde kraters aangetroffen en bevatten de enige voorkomens van het gesteente foidiet binnen het veld. Na een periode van rust zette het vulkanisme zich voort tijdens het late Mioceen in het zuidelijke deel van het veld, in het gebied van de rivieren Tsjoektsjoedoe en Joezjni Sakoekan (9,85 tot 9,6 Ma[12]). Hierbij werd een volume van 200 kubieke kilometer uitgestoten, een veel omvangrijkere hoeveelheid dan tijdens de eerste 'foiditische' fase. Het vulkanisme tijdens deze periode kwam met name tot uiting in lavastromen en kan worden onderverdeeld in drie suites, waaronder de sequenties Amnanakatsji (9,6 tot 9,35 Ma[12]) en Nesmoera (9,35 tot 8,4 Ma[12]). Het vulkanische materiaal bestond vooral uit basalt-trachiet.[12] In sommige delen worden ook dikke hyaloclastietlagen aangetroffen. Een van de centrale vulkanen die tijdens deze periode ontstond is de Zapadny Sakoekan (8,95 tot 6,85 Ma).
2. De grootste periode van vulkanische activiteit vond plaats tijdens het Plioceen, toen ongeveer 500 kubieke kilometer werd uitgeworpen. Deze beslaat de helft van het plateau. Deze Amoetytsji-sequentie kan worden onderverdeeld in drie suites, die van beneden naar boven de namen Koeas (5,6 tot 4,0 Ma[12]), Ejmnach (4,0 tot 3,38 Ma[12]) en Oktokit (3,32 tot 2,50 Ma[12]) hebben gekregen. De eerste twee suites zijn niet gelijk over het plateau verspreid. Tijdens deze fase werden ook enkele centrale vulkanen en ganggesteentestructuren gevormd (4,6 tot 2,57 Ma[12]). De meeste lavastromen uit deze vulkanische fase waren 20 tot 30 meter dik en worden in verband gebracht met doleriet-sills. Een van deze lavastromen. De lavastroom van de Verchni Ingamakit (2,5 Ma) vormt de overgang naar de latere Pliocene fase, waarbij de Toeroektak-sequentie (2,5 tot 1,8 Ma[12]) ontstond. Tijdens deze fase werd ongeveer 40 kubieke kilometer aan materiaal uitgeworpen en ontstonden weer drie suites, die de namen Dagaldyn, Inaritsji en Issakatsjan kregen. De centrale vulkaan uit deze periode is de Vakat. Deze twee Pliocene fasen leidden vooral tot de afzetting van trachiet-basalt tot basaltmateriaal.[12]
3. Tijdens het midden van het Pleistoceen veranderde de vulkanische activiteit van fissuuruitbarstingen naar centrale vulkaanuitbarstingen.[8] De Vakat-groep (1,8 tot 0,73 Ma[12]) bestaat uit basaltvulkanen waaronder de eerste fase van de vulkaan Kislji Kljoetsj (1,8 Ma[12]) en dikes en sills die uitbraken tijdens het Kwartair. Tot deze vulkanische fase behoren ongeveer 100 centraalachtige en 50 andere vulkanen, waaronder dikes, extrusies en stocks. De activiteit bestond uit stromboliaanse uitbarstingen met korte lavastromen en kleine pyroclastische uitbarstingen.[12] De Vakat-kegels ontstonden langs de Imangra-breuk.[1][13] De andere vulkanen lopen eveneens vaak langs dergelijke breuken, wat erop lijkt te wijzen dat deze breuken verantwoordelijk zijn voor deze uitbarstingen.
4. De laatste twee vulkanische fasen staan gezamenlijk bekend als vulkanische fasen Akoe (260.000 tot 40.000 BP) en Syni (12.050 tot 2100 BP). De eerste fase begon na een periode van rust en leidde tot het ontstaan van de vier vulkanen Inaritsji, Toeroektak, Kislji Kljoetsj (tweede fase) en Oest-Changoera, waarbij de eerste drie een vulkanische keten vormen. Deze vulkanen veroorzaakten allemaal lavastromen tot 10 kilometer lang. Inaritsji is de grootste vulkaan van het Oedokanplateau en beschikt over een grote caldeira die bestaat uit trachiet. De laatste twee vulkanen zijn sterk geërodeerd. Van de Oest-Changoera zijn zelfs alleen nog drie vulkanische pluggen over. De tweede Syni-fase is tot op zekere hoogte een voortzetting van de Akoe-fase. Hierbij ontstonden de vulkanen Trachitovy, Verchnjaja Syni, Akoe, Dolinny en Tsjepe. De Tsjepe ligt op een lijn met de eerder gevormde Oest-Changoera en de andere vulkanen in dezelfde keten als de andere drie eerder gevormde vulkanen. Het ontstaan van deze nieuwe vulkanen ging gepaard met pyroklastische uitbarstingen, waarbij soms ook ignimbriet werd gevormd. De Syni-vulkaan bestaat uit twee kraters en deed basaltlavastromen ontstaan.[12] De Akoe, Tsjepe en Dolinny stootten vooral trachiet uit.[2]

C14-datering op houtskool en plantenfossielen die begraven werden onder vulkanisch gesteente toont aan dat de vulkanische activiteit zich voortzette tijdens het Holoceen. Zo was de vulkaan Dolinny nog actief rond 7940 ± 100 BP, de Akoe rond 4620 ± 100 BP en puimsteen uit de Tsjepe wijst op een uitbarsting rond 2230 ± 40 en 2100 ± 80 BP. Ook is seismiciteit geregistreerd op een diepte van 15 tot 20 kilometer onder de vulkaan Verchne Ingamakit II en op een diepte van 25 kilometer onder de vulkaan Syni.

## Petrologie
Tot de gesteenten die door vulkanische activiteiten zijn afgezet behoren alkalibasalt, basalt, basaniet, foidiet, hawaiiet, fonoliet, tefrifonoliet, trachyandesiet, trachybasalt en hyaloclastiet, alsook doleriet (Mioceen) en puimsteen (Pleistoceen-Holoceen). Het meest voorkomende gesteente is basalt. Trachiet wordt ook in maren en ignimbrieten aangetroffen en er zijn ook trachieten lavakoepels tot een hoogte van 400 meter en 1,5 kilometer breed gevonden. Daarnaast zijn ook veranderde xenolieten aangetroffen. Puimsteen is aangetroffen op archeologische vindplaatsen.
Gesteenten uit het Oedokanplateau zijn over het algemeen rijk aan natrium en silica, waarvan het gehalte toenam gedurende de ontwikkeling van het vulkaanveld. Een aantal van de oudste uitgebarsten vulkanen hebben daarentegen een hoger gehalte kalium-natrium. Hier zijn ook gesteenten als benmoreiet, nefelinieten, pantellerieten en kulaiet te vinden. Een deel van de magmadifferentiatie trad mogelijk op in gesloten magmakamers. Oedokan is het enige vulkaanveld in de Baikal Rift met siliciumdifferentiatie van de gesteenten.